# Wereldkampioenschappen zwemmen 2017
De wereldkampioenschappen zwemmen 2017 werden van 23 tot en met 30 juli 2017 gehouden in de Danube Arena in Boedapest, Hongarije. Het toernooi was integraal onderdeel van de wereldkampioenschappen zwemsporten 2017.

## Kwalificatie
Net als in 2015 had de FINA kwalificatietijden opgesteld voor deelname aan de wereldkampioenschappen. Een land mocht twee deelnemers per afstand afvaardigen wanneer beiden voldaan hadden aan de A-limiet en één deelnemer wanneer die minstens had voldaan aan de B-limiet. Landen waarvan geen enkele zwemmer of zwemster aan de limieten heeft voldaan mochten per sekse twee deelnemers inschrijven. Een land kon per estafette maximaal één estafetteploeg inschrijven. Limieten moesten worden gezwommen in de periode 1 juli 2016 tot en met 1 juli 2017.
| Discipline       | Mannen   | Mannen   | Vrouwen  | Vrouwen  |
| Discipline       | A-limiet | B-limiet | A-limiet | B-limiet |
| ---------------- | -------- | -------- | -------- | -------- |
| 50m vrije slag   | 22,47    | 23,26    | 25,18    | 26,06    |
| 100m vrije slag  | 48,93    | 50,64    | 54,90    | 56,82    |
| 200m vrije slag  | 1.47,73  | 1.51,50  | 1.58,68  | 2.02,83  |
| 400m vrije slag  | 3.48,15  | 3.56,14  | 4.10,57  | 4.19,34  |
| 800m vrije slag  | 7.54,31  | 8.10,91  | 8.38,56  | 8.56,71  |
| 1500m vrije slag | 15.12,79 | 15.44,74 | 16.32,04 | 17.06,76 |
| 50m rugslag      | 25,29    | 26,18    | 28,52    | 29,52    |
| 100m rugslag     | 54,06    | 55,95    | 1.00,61  | 1.02,73  |
| 200m rugslag     | 1.58,55  | 2.02,70  | 2.11,53  | 2.16,13  |
| 50m schoolslag   | 27,51    | 28,47    | 31,22    | 32,31    |
| 100m schoolslag  | 1.00,35  | 1.02,46  | 1.07,58  | 1.09,95  |
| 200m schoolslag  | 2.11,11  | 2.15,70  | 2.25,91  | 2.31,02  |
| 50m vlinderslag  | 23,67    | 24,50    | 26,49    | 27,42    |
| 100m vlinderslag | 52,29    | 54,12    | 58,48    | 1.00,53  |
| 200m vlinderslag | 1.57,28  | 2.01,38  | 2.09,77  | 2.14,31  |
| 200m wisselslag  | 2.00,22  | 2.04,43  | 2.13,41  | 2.18,08  |
| 400m wisselslag  | 4.17,90  | 4.26,93  | 4.43,06  | 4.52,97  |

## Programma
| S | Series | HF | Halve finales | Goud | Finale |

| Ochtendsessie | 09:30 | Avondsessie | 17:30 |

Mannen
| Onderdeel         | Juli | Juli | Juli | Juli | Juli | Juli | Juli | Juli | Juli | Juli | Juli | Juli | Juli | Juli | Juli | Juli |
| Onderdeel         | 23   | 23   | 24   | 24   | 25   | 25   | 26   | 26   | 27   | 27   | 28   | 28   | 29   | 29   | 30   | 30   |
| ----------------- | ---- | ---- | ---- | ---- | ---- | ---- | ---- | ---- | ---- | ---- | ---- | ---- | ---- | ---- | ---- | ---- |
| 50m vrije slag    |      |      |      |      |      |      |      |      |      |      | S    | HF   |      | Goud |      |      |
| 100m vrije slag   |      |      |      |      |      |      | S    | HF   |      | Goud |      |      |      |      |      |      |
| 200m vrije slag   |      |      | S    | HF   |      | Goud |      |      |      |      |      |      |      |      |      |      |
| 400m vrije slag   | S    | Goud |      |      |      |      |      |      |      |      |      |      |      |      |      |      |
| 800m vrije slag   |      |      |      |      | S    |      |      | Goud |      |      |      |      |      |      |      |      |
| 1500m vrije slag  |      |      |      |      |      |      |      |      |      |      |      |      | S    |      |      | Goud |
| 50m rugslag       |      |      |      |      |      |      |      |      |      |      |      |      | S    | HF   |      | Goud |
| 100m rugslag      |      |      | S    | HF   |      | Goud |      |      |      |      |      |      |      |      |      |      |
| 200m rugslag      |      |      |      |      |      |      |      |      | S    | HF   |      | Goud |      |      |      |      |
| 50m schoolslag    |      |      |      |      | S    | HF   |      | Goud |      |      |      |      |      |      |      |      |
| 100m schoolslag   | S    | HF   |      | Goud |      |      |      |      |      |      |      |      |      |      |      |      |
| 200m schoolslag   |      |      |      |      |      |      |      |      | S    | HF   |      | Goud |      |      |      |      |
| 50m vlinderslag   | S    | HF   |      | Goud |      |      |      |      |      |      |      |      |      |      |      |      |
| 100m vlinderslag  |      |      |      |      |      |      |      |      |      |      | S    | HF   |      | Goud |      |      |
| 200m vlinderslag  |      |      |      |      | S    | HF   |      | Goud |      |      |      |      |      |      |      |      |
| 200m wisselslag   |      |      |      |      |      |      | S    | HF   |      | Goud |      |      |      |      |      |      |
| 400m wisselslag   |      |      |      |      |      |      |      |      |      |      |      |      |      |      | S    | Goud |
| 4×100m vrije slag | S    | Goud |      |      |      |      |      |      |      |      |      |      |      |      |      |      |
| 4×200m vrije slag |      |      |      |      |      |      |      |      |      |      | S    | Goud |      |      |      |      |
| 4×100m wisselslag |      |      |      |      |      |      |      |      |      |      |      |      |      |      | S    | Goud |
| Totaal            | 2    | 2    | 2    | 2    | 2    | 2    | 3    | 3    | 2    | 2    | 3    | 3    | 2    | 2    | 4    | 4    |

Gemengd
| Onderdeel         | Juli | Juli | Juli | Juli | Juli | Juli | Juli | Juli | Juli | Juli | Juli | Juli | Juli | Juli | Juli | Juli |
| Onderdeel         | 23   | 23   | 24   | 24   | 25   | 25   | 26   | 26   | 27   | 27   | 28   | 28   | 29   | 29   | 30   | 30   |
| ----------------- | ---- | ---- | ---- | ---- | ---- | ---- | ---- | ---- | ---- | ---- | ---- | ---- | ---- | ---- | ---- | ---- |
| 4×100m vrije slag |      |      |      |      |      |      |      |      |      |      |      |      | S    | Goud |      |      |
| 4×100m wisselslag |      |      |      |      |      |      | S    | Goud |      |      |      |      |      |      |      |      |
| Totaal            |      |      |      |      |      |      | 1    | 1    |      |      |      |      | 1    | 1    |      |      |

Vrouwen
| Onderdeel         | Juli | Juli | Juli | Juli | Juli | Juli | Juli | Juli | Juli | Juli | Juli | Juli | Juli | Juli | Juli | Juli |
| Onderdeel         | 23   | 23   | 24   | 24   | 25   | 25   | 26   | 26   | 27   | 27   | 28   | 28   | 29   | 29   | 30   | 30   |
| ----------------- | ---- | ---- | ---- | ---- | ---- | ---- | ---- | ---- | ---- | ---- | ---- | ---- | ---- | ---- | ---- | ---- |
| 50m vrije slag    |      |      |      |      |      |      |      |      |      |      |      |      | S    | HF   |      | Goud |
| 100m vrije slag   |      |      |      |      |      |      |      |      | S    | HF   |      | Goud |      |      |      |      |
| 200m vrije slag   |      |      |      |      | S    | HF   |      | Goud |      |      |      |      |      |      |      |      |
| 400m vrije slag   | S    | Goud |      |      |      |      |      |      |      |      |      |      |      |      |      |      |
| 800m vrije slag   |      |      |      |      |      |      |      |      |      |      | S    |      |      | Goud |      |      |
| 1500m vrije slag  |      |      | S    |      |      | Goud |      |      |      |      |      |      |      |      |      |      |
| 50m rugslag       |      |      |      |      |      |      | S    | HF   |      | Goud |      |      |      |      |      |      |
| 100m rugslag      |      |      | S    | HF   |      | Goud |      |      |      |      |      |      |      |      |      |      |
| 200m rugslag      |      |      |      |      |      |      |      |      |      |      | S    | HF   |      | Goud |      |      |
| 50m schoolslag    |      |      |      |      |      |      |      |      |      |      |      |      | S    | HF   |      | Goud |
| 100m schoolslag   |      |      | S    | HF   |      | Goud |      |      |      |      |      |      |      |      |      |      |
| 200m schoolslag   |      |      |      |      |      |      |      |      | S    | HF   |      | Goud |      |      |      |      |
| 50m vlinderslag   |      |      |      |      |      |      |      |      |      |      | S    | HF   |      | Goud |      |      |
| 100m vlinderslag  | S    | HF   |      | Goud |      |      |      |      |      |      |      |      |      |      |      |      |
| 200m vlinderslag  |      |      |      |      |      |      | S    | HF   |      | Goud |      |      |      |      |      |      |
| 200m wisselslag   | S    | HF   |      | Goud |      |      |      |      |      |      |      |      |      |      |      |      |
| 400m wisselslag   |      |      |      |      |      |      |      |      |      |      |      |      |      |      | S    | Goud |
| 4×100m vrije slag | S    | Goud |      |      |      |      |      |      |      |      |      |      |      |      |      |      |
| 4×200m vrije slag |      |      |      |      |      |      |      |      | S    | Goud |      |      |      |      |      |      |
| 4×100m wisselslag |      |      |      |      |      |      |      |      |      |      |      |      |      |      | S    | Goud |
| Totaal            | 2    | 2    | 2    | 2    | 3    | 3    | 1    | 1    | 3    | 3    | 2    | 2    | 3    | 3    | 4    | 4    |

## Medailles
Legenda
- WR = Wereldrecord
- CR = Kampioenschapsrecord

### Mannen
| Onderdeel            | Goud | Goud       | Zilver                                                                                             | Zilver   | Brons | Brons    |
| -------------------- | --- | ---------- | -------------------------------------------------------------------------------------------------- | -------- | --- | -------- |
| Vrije slag           | |            | |          | |          |
| 50 m                 | Caeleb Dressel Verenigde Staten                                                                                           | 21,15      | Bruno Fratus Brazilië                                                                              | 21,27    | Benjamin Proud Verenigd Koninkrijk | 21,43    |
| 100 m                | Caeleb Dressel Verenigde Staten                                                                                           | 47,17      | Nathan Adrian Verenigde Staten                                                                     | 47,87    | Mehdy Metella Frankrijk | 47,89    |
| 200 m                | Sun Yang China | 1.44,39    | Townley Haas Verenigde Staten                                                                      | 1.45,04  | Aleksandr Krasnych Rusland | 1.45,23  |
| 400 m                | Sun Yang China | 3.41,38    | Mack Horton Australië                                                                              | 3.43,85  | Gabriele Detti Italië | 3.43,93  |
| 800 m                | Gabriele Detti Italië | 7.40,77    | Wojciech Wojdak Polen                                                                              | 7.41,73  | Gregorio Paltrinieri Italië | 7.42,44  |
| 1500 m               | Gregorio Paltrinieri Italië                                                                                               | 14.35,85   | Mychailo Romantsjoek Oekraïne                                                                      | 14.37,14 | Mack Horton Australië | 14.47,70 |
| Rugslag              | |            | |          | |          |
| 50 m                 | Camille Lacourt Frankrijk                                                                                                 | 24,35      | Junya Koga Japan                                                                                   | 24,51    | Matt Grevers Verenigde Staten | 24,56    |
| 100 m                | Xu Jiayu China | 52,44      | Matt Grevers Verenigde Staten                                                                      | 52,48    | Ryan Murphy Verenigde Staten | 52,59    |
| 200 m                | Jevgeni Rylov Rusland | 1.53,61    | Ryan Murphy Verenigde Staten                                                                       | 1.54,21  | Jacob Pebley Verenigde Staten | 1.55,06  |
| Schoolslag           | |            | |          | |          |
| 50 m                 | Adam Peaty Verenigd Koninkrijk                                                                                            | 25,99      | João Gomes Júnior Brazilië                                                                         | 26,52    | Cameron van der Burgh Zuid-Afrika | 26,60    |
| 100 m                | Adam Peaty Verenigd Koninkrijk                                                                                            | 57,47 CR   | Kevin Cordes Verenigde Staten                                                                      | 58,79    | Kirill Prigoda Rusland | 59,05    |
| 200 m                | Anton Tsjoepkov Rusland                                                                                                   | 2.06,96 CR | Yasuhiro Koseki Japan                                                                              | 2.07,29  | Ippei Watanabe Japan | 2.07,47  |
| Vlinderslag          | |            | |          | |          |
| 50 m                 | Benjamin Proud Verenigd Koninkrijk                                                                                        | 22,75      | Nicholas Santos Brazilië                                                                           | 22,79    | Andrij Hovorov Oekraïne | 22,84    |
| 100 m                | Caeleb Dressel Verenigde Staten                                                                                           | 49,86      | Kristóf Milák Hongarije                                                                            | 50,62    | Joseph Schooling Singapore | 50,83    |
| 100 m                | Caeleb Dressel Verenigde Staten                                                                                           | 49,86      | Kristóf Milák Hongarije                                                                            | 50,62    | James Guy Verenigd Koninkrijk | 50,83    |
| 200 m                | Chad le Clos Zuid-Afrika                                                                                                  | 1.53,33    | László Cseh Hongarije                                                                              | 1.53,72  | Daiya Seto Japan | 1.54,21  |
| Wisselslag           | |            | |          | |          |
| 200 m                | Chase Kalisz Verenigde Staten                                                                                             | 1.55,56    | Kosuke Hagino Japan                                                                                | 1.56,01  | Wang Shun China | 1.56,28  |
| 400 m                | Chase Kalisz Verenigde Staten                                                                                             | 4.05,90 CR | Dávid Verrasztó Hongarije                                                                          | 4.08,38  | Daiya Seto Japan | 4.09,14  |
| Vrije slag estafette | |            | |          | |          |
| 4x100 m              | Verenigde Staten Caeleb Dressel Townley Haas Blake Pieroni Nathan Adrian Zachary Apple Michael Chadwick                   | 3.10,06    | Brazilië Gabriel Santos Marcelo Chierighini César Cielo Bruno Fratus                               | 3.10,34  | Hongarije Dominik Kozma Nandor Németh Peter Holoda Richárd Bohus                                                                         | 3.11,99  |
| 4x200 m              | Verenigd Koninkrijk Stephen Milne Nicholas Grainger Duncan Scott James Guy Calum Jarvis                                   | 7.01,70    | Rusland Michail Dovgaljoek Michail Vekovisjtsjev Danila Izotov Aleksandr Krasnych Nikita Lobintsev | 7.02,68  | Verenigde Staten Blake Pieroni Townley Haas Jack Conger Zane Grothe Conor Dwyer Clark Smith Jay Litherland                               | 7.03,18  |
| Wisselslagestafette  | |            | |          | |          |
| 4x100 m              | Verenigde Staten Matt Grevers Kevin Cordes Caeleb Dressel Nathan Adrian Ryan Murphy Cody Miller Tim Phillips Townley Haas | 3.27,91    | Verenigd Koninkrijk Chris Walker-Hebborn Adam Peaty James Guy Duncan Scott Ross Murdoch            | 3.28,95  | Rusland Jevgeni Rylov Kirill Prigoda Aleksandr Popkov Vladimir Morozov Grigori Tarasevitsj Anton Tsjoepkov Daniil Pachomov Danila Izotov | 3.29,76  |

### Vrouwen
| Onderdeel            | Goud | Goud       | Zilver                                                                                          | Zilver   | Brons | Brons           |
| -------------------- | --- | ---------- | ----------------------------------------------------------------------------------------------- | -------- | --- | --------------- |
| Vrije slag           | |            |                                                                                                 |          | |                 |
| 50 m                 | Sarah Sjöström Zweden | 23,69      | Ranomi Kromowidjojo Nederland                                                                   | 23,85    | Simone Manuel Verenigde Staten                                                                                                | 23,97           |
| 100 m                | Simone Manuel Verenigde Staten                                                                                                   | 52,27      | Sarah Sjöström Zweden                                                                           | 52,31    | Pernille Blume Denemarken | 52,69           |
| 200 m                | Federica Pellegrini Italië | 1.54,73    | Katie Ledecky Verenigde Staten                                                                  | 1.55,18  | Niet uitgereikt | Niet uitgereikt |
| 200 m                | Federica Pellegrini Italië | 1.54,73    | Emma McKeon Australië                                                                           | 1.55,18  | Niet uitgereikt | Niet uitgereikt |
| 400 m                | Katie Ledecky Verenigde Staten                                                                                                   | 3.58,34 CR | Leah Smith Verenigde Staten                                                                     | 4.01,54  | Li Bingjie China | 4.03,25         |
| 800 m                | Katie Ledecky Verenigde Staten                                                                                                   | 8.12,68    | Li Bingjie China                                                                                | 8.15,46  | Leah Smith Verenigde Staten                                                                                                   | 8.17,22         |
| 1500 m               | Katie Ledecky Verenigde Staten                                                                                                   | 15.31,82   | Mireia Belmonte Spanje                                                                          | 15.50,89 | Simona Quadarella Italië | 15.53,86        |
| Rugslag              | |            |                                                                                                 |          | |                 |
| 50 m                 | Etiene Medeiros Brazilië | 27,14      | Fu Yuanhui China                                                                                | 27,15    | Aleksandra Gerasimenia Wit-Rusland                                                                                            | 27,23           |
| 100 m                | Kylie Masse Canada | 58,10 WR   | Kathleen Baker Verenigde Staten                                                                 | 58,58    | Emily Seebohm Australië | 58,59           |
| 200 m                | Emily Seebohm Australië | 2.05,68    | Katinka Hosszú Hongarije                                                                        | 2.05,85  | Kathleen Baker Verenigde Staten                                                                                               | 2.06,48         |
| Schoolslag           | |            |                                                                                                 |          | |                 |
| 50 m                 | Lilly King Verenigde Staten | 29,40 WR   | Joelia Jefimova Rusland                                                                         | 29,57    | Katie Meili Verenigde Staten                                                                                                  | 29,99           |
| 100 m                | Lilly King Verenigde Staten | 1.04,13 WR | Katie Meili Verenigde Staten                                                                    | 1.05,03  | Joelia Jefimova Rusland | 1.05,05         |
| 200 m                | Joelia Jefimova Rusland | 2.19,64    | Bethany Galat Verenigde Staten                                                                  | 2.21,77  | Shi Jinglin China | 2.21,93         |
| Vlinderslag          | |            |                                                                                                 |          | |                 |
| 50 m                 | Sarah Sjöström Zweden | 24,60 CR   | Ranomi Kromowidjojo Nederland                                                                   | 25,38    | Farida Osman Egypte | 25,39           |
| 100 m                | Sarah Sjöström Zweden | 55,53 CR   | Emma McKeon Australië                                                                           | 56,18    | Kelsi Worrell Verenigde Staten                                                                                                | 56,37           |
| 200 m                | Mireia Belmonte Spanje | 2.05,26    | Franziska Hentke Duitsland                                                                      | 2.05,39  | Katinka Hosszú Hongarije | 2.06,02         |
| Wisselslag           | |            |                                                                                                 |          | |                 |
| 200 m                | Katinka Hosszú Hongarije | 2.07,00    | Yui Ohashi Japan                                                                                | 2.07,91  | Madisyn Cox Verenigde Staten                                                                                                  | 2.09,71         |
| 400 m                | Katinka Hosszú Hongarije | 4.29,33 CR | Mireia Belmonte Spanje                                                                          | 4.32,14  | Sydney Pickrem Canada | 4.32,88         |
| Vrije slag estafette | |            |                                                                                                 |          | |                 |
| 4x100 m              | Verenigde Staten Mallory Comerford Kelsi Worrell Katie Ledecky Simone Manuel Lia Neal Olivia Smoliga                             | 3.31,72    | Australië Shayna Jack Bronte Campbell Brittany Elmslie Emma McKeon Emily Seebohm Madison Wilson | 3.32,01  | Nederland Kim Busch Femke Heemskerk Maud van der Meer Ranomi Kromowidjojo                                                     | 3.32,64         |
| 4x200 m              | Verenigde Staten Leah Smith Mallory Comerford Melanie Margalis Katie Ledecky Cierra Runge Hali Flickinger Madisyn Cox            | 7.43,39    | China Ai Yanhan Liu Zixuan Zhang Yuhan Li Bingjie Wang Jingzhuo Shen Duo                        | 7.44,96  | Australië Madison Wilson Emma McKeon Kotuku Ngawati Ariarne Titmus Shayna Jack Leah Neale                                     | 7.48,51         |
| Wisselslagestafette  | |            |                                                                                                 |          | |                 |
| 4x100 m              | Verenigde Staten Kathleen Baker Lilly King Kelsi Worrell Simone Manuel Olivia Smoliga Katie Meili Sarah Gibson Mallory Comerford | 3.51,55 WR | Rusland Anastasia Fesikova Joelia Jefimova Svetlana Tsjimrova Veronika Popova Natalja Ivanejeva | 3.53,38  | Australië Emily Seebohm Taylor McKeown Emma McKeon Bronte Campbell Holly Barratt Jessica Hansen Brianna Throssell Shayna Jack | 3.54,29         |

### Gemengd
| Onderdeel            | Goud | Goud       | Zilver | Zilver  | Brons | Brons   |
| -------------------- | --- | ---------- | --- | ------- | --- | ------- |
| Vrije slag estafette | |            | |         | |         |
| 4x100 m              | Verenigde Staten Caeleb Dressel Nathan Adrian Mallory Comerford Simone Manuel Blake Pieroni Townley Haas Lia Neal Kelsi Worrell | 3.19,60 WR | Nederland Ben Schwietert Kyle Stolk Femke Heemskerk Ranomi Kromowidjojo Maud van der Meer                             | 3.21,81 | Canada Yuri Kisil Javier Acevedo Chantal van Landeghem Penelope Oleksiak Markus Thormeyer Sandrine Mainville    | 3.23,55 |
| Wisselslagestafette  | |            | |         | |         |
| 4x100 m              | Verenigde Staten Matt Grevers Lilly King Caeleb Dressel Simone Manuel Ryan Murphy Kevin Cordes Kelsi Worrell Mallory Comerford  | 3.38,56 WR | Australië Mitch Larkin Daniel Cave Emma McKeon Bronte Campbell Kaylee McKeown Matthew Wilson Grant Irvine Shayna Jack | 3.41,21 | Canada Kylie Masse Richard Funk Penelope Oleksiak Yuri Kisil Javier Acevedo Rebecca Smith Chantal van Landeghem | 3.41,25 |
| 4x100 m              | Verenigde Staten Matt Grevers Lilly King Caeleb Dressel Simone Manuel Ryan Murphy Kevin Cordes Kelsi Worrell Mallory Comerford  | 3.38,56 WR | Australië Mitch Larkin Daniel Cave Emma McKeon Bronte Campbell Kaylee McKeown Matthew Wilson Grant Irvine Shayna Jack | 3.41,21 | China Xu Jiayu Yan Zibei Zhang Yufei Zhu Menghui Li Guangyuan Shi Jinglin Li Zhuhao                             | 3.41,25 |

## Medailleklassement
| Plaats | Land                | Goud | Zilver | Brons | Totaal |
| 1      | Verenigde Staten    | 18   | 10     | 10    | 38     |
| 2      | Verenigd Koninkrijk | 4    | 1      | 2     | 7      |
| 3      | China               | 3    | 3      | 4     | 10     |
| 3      | Rusland             | 3    | 3      | 4     | 10     |
| 5      | Zweden              | 3    | 1      | 0     | 4      |
| 6      | Italië              | 3    | 0      | 3     | 6      |
| 7      | Hongarije           | 2    | 4      | 2     | 8      |
| 8      | Australië           | 1    | 5      | 4     | 10     |
| 9      | Brazilië            | 1    | 4      | 0     | 5      |
| 10     | Spanje              | 1    | 2      | 0     | 3      |
| 11     | Canada              | 1    | 0      | 3     | 4      |
| 12     | Frankrijk           | 1    | 0      | 1     | 2      |
| 12     | Zuid-Afrika         | 1    | 0      | 1     | 2      |
| 14     | Japan               | 0    | 3      | 4     | 7      |
| 15     | Nederland           | 0    | 3      | 1     | 4      |
| 16     | Oekraïne            | 0    | 1      | 1     | 2      |
| 17     | Duitsland           | 0    | 1      | 0     | 1      |
| 17     | Polen               | 0    | 1      | 0     | 1      |
| 19     | Denemarken          | 0    | 0      | 1     | 1      |
| 19     | Singapore           | 0    | 0      | 1     | 1      |
| 19     | Wit-Rusland         | 0    | 0      | 1     | 1      |
| Totaal | Totaal              | 42   | 43     | 43    | 128    |